# 巴赫維森格拉本河

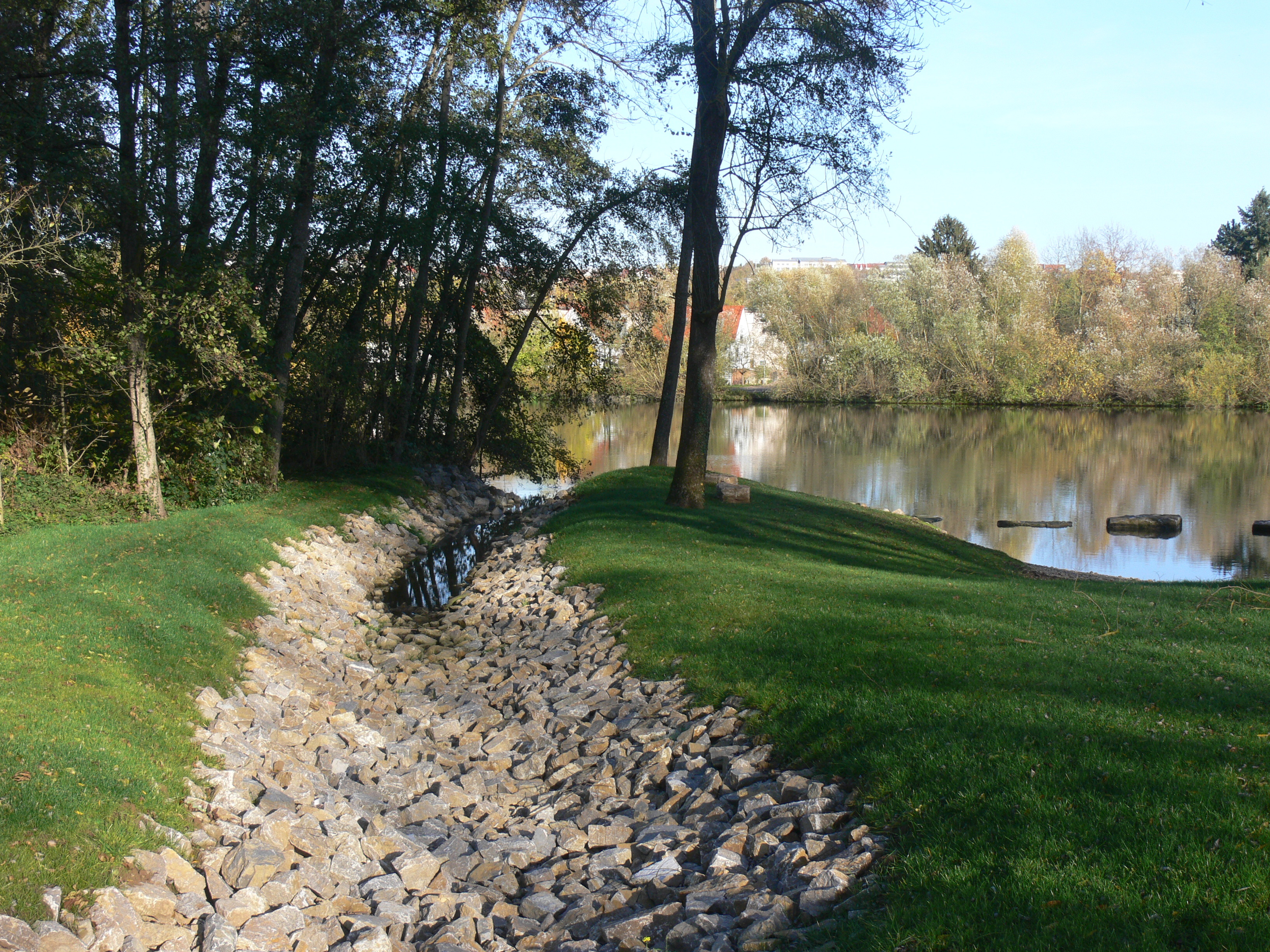

49°49′42″N 9°52′05″E / 49.828330°N 9.868118°E
巴赫維森格拉本河（德語：Bachwiesengraben），是德國的河流，位於該國東南部，由巴伐利亞負責管轄，河道全長1.3公里，屬於美因河的左支流，發源自美因河畔采爾西北面。